# Qutayba ibn Muslim
Qutayba ibn Muslim, ovvero Abū Ḥafṣ Qutayba b. Abī Ṣāliḥ Muslim al-Bāhilī (in arabo ﻗتيبة بن مسلم‎?; 669 – 715), è stato un condottiero arabo musulmano, nato in Iraq (forse a Bassora) e vissuto nell'ultima parte del VII secolo/inizi dell'VIII secolo.

## Biografia
A scoprire il suo talento militare fu il governatore di Kufa, al-Ḥajjāj b. Yūsuf, che lo impiegò per stroncare le varie ribellioni che percorrevano il califfato dopo la faticosa riunificazione dovuta al califfo ʿAbd al-Malik b. Marwān.

Servì sotto il califfato anche di al-Walīd I e finì tragicamente la sua carriera sotto il successore Sulaymān.
Qutayba fu nominato wālī del Khorasan (che all'epoca dipendeva dalla wilāya di Kufa) nel 704: fatto che costituì un'inversione parziale di tendenza nella politica tendenzialmente filo-yemenita degli Omayyadi, dal momento che Qutayba (qaysita, e quindi ostile agli yemeniti) sostituiva il muhallabita al-Mufaḍḍal b. al-Muhallab.

I territori interessati dall'espansione araba

Il suo governatorato fu letteralmente costellato di successi militari che ampliarono molto a oriente le frontiere dell'Islam.

Sostenuto da al-Ḥajjāj, Qutayba percorse nel 705 con i suoi 50.000 soldati - di cui circa 7.000 erano mawālī iranici - le regioni sogdiane chiamate Ṭokhāristān (attuale Afghanistan), la cui capitale era Balkh.
Già nel 705 Qutayba aveva conquistato con la massima durezza militare la città di Bādghīs e l'anno dopo Bukhārā e Baykand (o Paykand, grande centro di commerci distante circa 60 km ovest di Bukhārā), nelle regioni transoxiane chiamate in arabo Mā warāʾ al-nahr, ossia "Ciò che si estende al di là del fiume [Oxus]. 
Tra il 710 e il 712 fu la volta di Samarcanda e nel 712 della Corasmia (Khwārezm). Nel 712 ridusse all'obbedienza lo Zunbīl (il sovrano degli Eftaliti meridionali dello Zabulistān, confinante con il Sīstān) e nel 713-5 Qutayba prese il controllo dell'importantissima pianura del Ferghāna (attuale Uzbekistan).
Questa impressionante serie di conquiste fu interrotta non tanto dalla morte del suo grande protettore al-Ḥajjāj, quanto dal ritorno del nuovo califfo omayyade Sulaymān b. ʿAbd al-Malik a una politica filo-yemenita, inevitabile prodromo per la sua disgrazia politica, vista la sua appartenenza al movimento qaysita.
Malgrado Sulaymān gli avesse fatto sapere che lo confermava nel suo incarico, Qutayba non si fidò minimamente e avviò un tentativo d'insurrezione militare che fallì però miseramente.

I suoi soldati infatti non vollero seguirlo in un'avventura così estrema e anzi lo misero senza tante esitazioni a morte a Merv nella seconda metà del 715, malgrado il grande successo che come condottiero egli s'era saputo guadagnare (alquanto attenuato però dalla durezza delle condizioni di vita che esigeva dai suoi uomini nel corso delle continue campagne militari che egli organizzava).
La sua morte non permise all'Islam di trarre il massimo frutto dalle conquiste fin lì operate e il fronte, anzi, arretrò sensibilmente, dando nuovo morale all'elemento turco dei Türghesh, piegati solo dopo il successo conseguito dalla cosiddetta "rivoluzione abbaside" nella seconda metà dell'VIII secolo.